# Torneo de París (tenis)
El Torneo de París (actualmente llamado Open GDF Suez) es un torneo de tenis que se lleva a cabo en París, Francia. Realizado desde 1993, el evento es de categoría Tier II y se juega en canchas duras bajo techo.
Amélie Mauresmo tiene el récord de mayor cantidad de torneos ganados en individuales: 3.

## Campeonas

### Individuales
| Año  | Campeona                 | Finalista            | Resultado        |
| ---- | ------------------------ | -------------------- | ---------------- |
| 1993 | Martina Navratilova      | Monica Seles         | 6-3, 4-6, 7-6    |
| 1994 | Martina Navratilova      | Julie Halard-Decugis | 7-5, 6-3         |
| 1995 | Steffi Graf              | Mary Pierce          | 6-2, 6-2         |
| 1996 | Julie Halard-Decugis     | Iva Majoli           | 7-5, 7-6(4)      |
| 1997 | Martina Hingis           | Anke Huber           | 6-3, 3-6, 6-3    |
| 1998 | Mary Pierce              | Dominique Van Roost  | 6-3, 7-5         |
| 1999 | Serena Williams          | Amélie Mauresmo      | 6-2, 3-6, 7-6(4) |
| 2000 | Nathalie Tauziat         | Serena Williams      | 7-5, 6-2         |
| 2001 | Amélie Mauresmo          | Anke Huber           | 7-6(2), 6-1      |
| 2002 | Venus Williams           | Jelena Dokić         | w/o              |
| 2003 | Serena Williams          | Amélie Mauresmo      | 6-3, 6-2         |
| 2004 | Kim Clijsters            | Mary Pierce          | 6-2, 6-1         |
| 2005 | Dinara Sáfina            | Amélie Mauresmo      | 6-4, 2-6, 6-3    |
| 2006 | Amélie Mauresmo          | Mary Pierce          | 6-1, 7-6(2)      |
| 2007 | Nadia Petrova            | Lucie Šafářová       | 4-6, 6-1, 6-4    |
| 2008 | Anna Chakvetadze         | Ágnes Szávay         | 6-3, 2-6, 6-2    |
| 2009 | Amélie Mauresmo          | Elena Dementieva     | 7-6(7), 2-6, 6-4 |
| 2010 | Elena Dementieva         | Lucie Šafářová       | 6-7(5), 6-1, 6-4 |
| 2011 | Petra Kvitová            | Kim Clijsters        | 6-4, 6-3         |
| 2012 | Angelique Kerber         | Marion Bartoli       | 7-6(3), 5-7, 6-3 |
| 2013 | Mona Barthel             | Sara Errani          | 7-5, 7-6(4)      |
| 2014 | Anastasia Pavlyuchenkova | Sara Errani          | 3-6, 6-2, 6-3    |

### Dobles
| Año  | Campeonas                                 | Finalistas                              | Resultado           |
| ---- | ----------------------------------------- | --------------------------------------- | ------------------- |
| 2001 | Iva Majoli Virginie Razzano               | Kimberly Po Nathalie Tauziat            | 6-3, 7-5            |
| 2002 | Nathalie Dechy Meilen Tu                  | Elena Dementieva Janette Husárová       | w/o                 |
| 2003 | Barbara Schett Patty Schnyder             | Marion Bartoli Stéphanie Cohen-Aloro    | 2-6, 6-2, 7-6(5)    |
| 2004 | Barbara Schett Patty Schnyder             | Silvia Farina Elia Francesca Schiavone  | 6-3 6-2             |
| 2005 | Iveta Benešová Kveta Peschke              | Anabel Medina Garrigues Dinara Sáfina   | 6-2, 2-6, 6-2       |
| 2006 | Emilie Loit Kveta Peschke                 | Cara Black Rennae Stubbs                | 7-6(5), 6-4         |
| 2007 | Cara Black Liezel Huber                   | Gabriela Navratilova Vladimíra Uhlířová | 6-2, 6-0            |
| 2008 | Alona Bondarenko Kateryna Bondarenko      | Eva Hrdinová Vladimíra Uhlířová         | 6-1, 6-4            |
| 2009 | Cara Black Liezel Huber                   | Kveta Peschke Lisa Raymond              | 6-4, 3-6, 10-4      |
| 2010 | Iveta Benesova Barbora Zahlavova          | Cara Black Liezel Huber                 | w/o                 |
| 2011 | Bethanie Mattek-Sands Meghann Shaughnessy | Vera Dushevina Ekaterina Makarova       | 6-4, 6-2            |
| 2012 | Liezel Huber Lisa Raymond                 | Anna-Lena Grönefeld Petra Martić        | 7-6(3), 6-1         |
| 2013 | Sara Errani Roberta Vinci                 | Andrea Hlavackova Liezel Huber          | 6-1, 6-1            |
| 2014 | Anna-Lena Grönefeld Květa Peschke         | Tímea Babos Kristina Mladenovic         | 6-7(7), 6-4, [10-5] |